# Colombier (Haute-Saône)
Colombier település Franciaországban, Haute-Saône megyében. Lakosainak száma 438 fő (2022. január 1.). Colombier Vellefrie, Comberjon, Coulevon, Flagy, Montcey, Saulx, La Villeneuve-Bellenoye-et-la-Maize és Villeparois községekkel határos.

## Népesség
A település népességének változása:
| Lakosok száma | 439  | 447  | 455  | 452  | 448  | 443  | 439  | 435  | 438  |
|               | 2013 | 2015 | 2016 | 2017 | 2018 | 2019 | 2020 | 2021 | 2022 |